# Canton du Pastel
Le canton du Pastel est une circonscription électorale française du département du Tarn.

## Représentation
| Période élective | Période élective | Mandat | Mandat   | Identité          | Nuance | Nuance | Qualité |
| ---------------- | ---------------- | ------ | -------- | ----------------- | ------ | ------ | --- |
| 2015             | 2021             | 2015   | 2021     | Jean-Luc Alibert  |        | LR     | Chef d'entreprise Maire de Soual |
| 2015             | 2021             | 2015   | 2021     | Anne Laperrouze   |        | DVC    | Ingénieur Ancienne députée au Parlement Européen (2004-2009) Maire de Puylaurens (2001-2018) Ancienne conseillère générale du Canton de Puylaurens (2001-2015) |
| 2021             | 2028             | 2021   | en cours | Jean-Luc Alibert  |        | DVD    | Conseiller sortant, membre d'Horizons |
| 2021             | 2028             | 2021   | en cours | Géraldine Rouanet |        | DVD    | Commerciale, Première adjointe au maire de Puylaurens |

### Résultats détaillés

#### Élections de mars 2015
À l'issue du 1er tour des élections départementales de 2015, deux binômes sont en ballottage : Jean-Luc Alibert et Anne Laperrouze (Union de la Droite, 33,91 %) et Laëtitia Bois et Richard Santamaria (FN, 29,02 %). Le taux de participation est de 59,78 % (7 580 votants sur 12 680 inscrits) contre 58,71 % au niveau départemental et 50,17 % au niveau national.
Au second tour, Jean-Luc Alibert et Anne Laperrouze (Union de la Droite) sont élus avec 64,77 % des suffrages exprimés et un taux de participation de 58,79 % (4 246 voix pour 7 456 votants et 12 682 inscrits).
Anne Laperrouze est membre de l'Alliance centriste.

#### Élections de juin 2021
Le premier tour des élections départementales de 2021 est marqué par un très faible taux de participation (33,26 % au niveau national). Dans le canton du Pastel, ce taux de participation est de 38,7 % (5 112 votants sur 13 208 inscrits) contre 39,08 % au niveau départemental. À l'issue de ce premier tour, deux binômes sont en ballottage : Jean-Luc Alibert et Géraldine Rouanet (DVD, 50,89 %) et Florence Joffre et René Piganiol (RN, 24,83 %).
Le second tour des élections est marqué une nouvelle fois par une abstention massive équivalente au premier tour. Les taux de participation sont de 34,36 % au niveau national, 39,14 % dans le département et 39,44 % dans le canton du Pastel. Jean-Luc Alibert et Géraldine Rouanet (DVD) sont élus avec 72,68 % des suffrages exprimés (3 466 voix pour 5 210 votants et 13 210 inscrits),,.

## Histoire
Un nouveau découpage territorial du Tarn entre en vigueur à l'occasion des premières élections départementales suivant le décret du 17 février 2014. Les conseillers départementaux sont, à compter de ces élections, élus au scrutin majoritaire binominal mixte. Les électeurs de chaque canton élisent au Conseil départemental, nouvelle appellation du Conseil général, deux membres de sexe différent, qui se présentent en binôme de candidats. Les conseillers départementaux sont élus pour 6 ans au scrutin binominal majoritaire à deux tours, l'accès au second tour nécessitant 12,5 % des inscrits au 1er tour. En outre la totalité des conseillers départementaux est renouvelée. Ce nouveau mode de scrutin nécessite un redécoupage des cantons dont le nombre est divisé par deux avec arrondi à l'unité impaire supérieure si ce nombre n'est pas entier impair, assorti de conditions de seuils minimaux. Dans le Tarn, le nombre de cantons passe ainsi de 46 à 23.
Le canton du Pastel est formé de communes des anciens cantons de Puylaurens (10 communes), de Dourgne (3 communes), de Castres-Ouest (1 commune) et de Labruguière (1 commune). Il est entièrement inclus dans l'arrondissement de Castres. Le bureau centralisateur est situé à Saïx.

## Composition
Le canton du Pastel comprend quinze communes entières.
| Nom                          | Code Insee | Intercommunalité                | Superficie (km2) | Population (dernière pop. légale) | Densité (hab./km2) | Modifier                                    |
| ---------------------------- | ---------- | ------------------------------- | ---------------- | --------------------------------- | ------------------ | ------------------------------------------- |
| Saïx (bureau centralisateur) | 81273      | CC du Sor et de l'Agout         | 13,79            | 3 714 (2022)                      | 269                | modifier les données · modifier les données |
| Appelle                      | 81015      | CC du Sor et de l'Agout         | 3,87             | 69 (2022)                         | 18                 | modifier les données · modifier les données |
| Bertre                       | 81030      | CC du Sor et de l'Agout         | 4,14             | 108 (2022)                        | 26                 | modifier les données · modifier les données |
| Blan                         | 81032      | CC Aux sources du Canal du Midi | 13,30            | 1 101 (2022)                      | 83                 | modifier les données · modifier les données |
| Cambounet-sur-le-Sor         | 81054      | CC du Sor et de l'Agout         | 7,65             | 972 (2022)                        | 127                | modifier les données · modifier les données |
| Garrevaques                  | 81100      | CC Aux sources du Canal du Midi | 6,86             | 399 (2022)                        | 58                 | modifier les données · modifier les données |
| Lempaut                      | 81142      | CC Aux sources du Canal du Midi | 14,18            | 883 (2022)                        | 62                 | modifier les données · modifier les données |
| Lescout                      | 81143      | CC du Sor et de l'Agout         | 6,72             | 774 (2022)                        | 115                | modifier les données · modifier les données |
| Palleville                   | 81200      | CC Aux sources du Canal du Midi | 6,44             | 447 (2022)                        | 69                 | modifier les données · modifier les données |
| Poudis                       | 81210      | CC Aux sources du Canal du Midi | 4,62             | 271 (2022)                        | 59                 | modifier les données · modifier les données |
| Puylaurens                   | 81219      | CC du Sor et de l'Agout         | 81,82            | 3 212 (2022)                      | 39                 | modifier les données · modifier les données |
| Saint-Germain-des-Prés       | 81251      | CC du Sor et de l'Agout         | 16,97            | 920 (2022)                        | 54                 | modifier les données · modifier les données |
| Saint-Sernin-lès-Lavaur      | 81270      | CC du Sor et de l'Agout         | 4,21             | 166 (2022)                        | 39                 | modifier les données · modifier les données |
| Soual                        | 81289      | CC du Sor et de l'Agout         | 14,17            | 2 649 (2022)                      | 187                | modifier les données · modifier les données |
| Viviers-lès-Montagnes        | 81325      | CC du Sor et de l'Agout         | 17,91            | 1 992 (2022)                      | 111                | modifier les données · modifier les données |
| Canton du Pastel             | 8119       |                                 | 216,65           | 17 677 (2022)                     | 82                 | modifier les données                        |

## Démographie
En 2022, le canton comptait 17 677 habitants, en évolution de +2,73 % par rapport à 2016 (Tarn : +2,52 %, France hors Mayotte : +2,11 %).
| 2013   | 2018   | 2022   |
| ------ | ------ | ------ |
| 16 778 | 17 354 | 17 677 |